# Wszystko o Stevenie
Wszystko o Stevenie (ang. All About Steve, 2009) – amerykański film komediowy w reżyserii Phila Trailla. Tytuł filmu nawiązuje do innego filmu − Wszystko o Ewie z 1950 roku. Oba filmy powstały dla wytwórni 20th Century Fox.

## Fabuła
Mary Horowitz (Sandra Bullock) jest autorką krzyżówek Sacramento Herald. Ma ogromną wiedzę i jest bardzo błyskotliwa – potrafi w mgnieniu oka wymienić kilkanaście synonimów jakiegoś słowa, jej zagadki krzyżówkowe są genialne, ale mimo to Mary jest społecznie nieprzystosowana. Na randce w ciemno zorganizowanej przez jej ekscentrycznych rodziców, Mary spotyka Steve’a (Bradley Cooper), operatora kanału informacyjnego CNN. Steve okazuje się być przystojnym i czarującym facetem, a Mary jest przekonana, że to miłość od pierwszego spojrzenia. Jednak uczucie Mary nie jest odwzajemnione przez Stevena, który z kolei jest podpuszczany przez kolegę, prezentera Hartmana Hughesa (Thomas Haden Church), który cieszy się widząc, jak jego operator cierpi. Po wyrzuceniu z pracy po stworzeniu krzyżówki pod tytułem Wszystko o Stevenie, Mary decyduje się jeździć za Steve’em po całym kraju. Dziewczyna spotyka na swojej drodze protestujących Elizabeth (Katy Mixon) i Howarda (DJ Qualls). Trzymając się pogoni za Stevenem, grupa natrafi na tornado, które przeżyje. Następnie Mary w końcu wpada do szybu górniczego podczas relacji telewizyjnej. Kobieta zostaje uwięziona w kopalni. Horowitz odkrywa sposób, w jaki się wydostać, a następnie dołączyć do Hartmana, który ostatecznie pomaga kobiecie.

## Obsada
- Sandra Bullock jako Mary Horowitz
- Bradley Cooper jako Steve
- Thomas Haden Church jako Hartman Hughes
- Ken Jeong jako Angus Tran
- DJ Qualls jako Howard
- Katy Mixon jako Elizabeth
- Beth Grant jako pani Horowitz
- Howard Hesseman jako pan Horowitz
- Jonathan Chase jako Dave
- Luenell jako Lydia Protestor
- Keith David jako Danny

## Nagrody i nominacje
Złota Malina 2009
- najgorsza aktorka − Sandra Bullock
- najgorsza ekranowa para − Sandra Bullock i Bradley Cooper
- nominacja: najgorszy film
- nominacja: najgorszy reżyser − Phil Traill
- nominacja: najgorszy scenariusz − Kim Barker